# Calçudo-de-peito-dourado
O calçudo-de-peito-dourado (Eriocnemis mosquera) é uma espécie de ave da família Trochilidae (beija-flores).

## Distribuição Geográfica
São encontrados geralmente nos Andes centrais e do sudoeste da Colômbia (sul da região de Caldas até o noroeste do Equador, sendo que foi pensado erroneamente terem sido avistados na parte leste dos Andes.
Os seus habitats naturais são regiões montanhosas subtropicais ou tropicais húmidas (de alta altitude).

## Descrição
Eriocnemis mosquera medem até 10 cm da cauda ao bico.
A plumagem superior é bronzeada ficando verde na parte inferior das asas e brilhantes nas penas superiores da cauda enquanto que o pescoço e o peito são do dourado ao bronze. As laterais e o dorso são esverdeados e brilhantes e as asas são marrons com tons de roxo. Têm patas pretas e uma cauda bifurcada.
O nome popular desta espécie surgiu devido à franjas brancas densas nas pernas, conhecidas como "puffs" (que nem sempre são visíveis), que são exclusivas da espécie (do inglês pufflegs). Foram descritas como semelhantes a uma "calcinha de lã" ou pequenas "bolas de algodão" acima das pernas. Por isso, ficou conhecido como Golden-Breasted Puffleg (inglês) e Calzoncitos Áureo (espanhol) (algo como Calcinha de Peito Dourado).
Populações ao norte da parte central da cordilheira colombiana possuem plumagem ligeiramente mais verde e um bico maior.

## Ligações Externas
- (em inglês) IUCN Red List of Threatened Species. Eriocnemis mosquera Dados de 21 de Março de 2012.
- (em inglês) BirdLife International Golden-breasted Puffleg Eriocnemis mosquera. Dados de 21 de Março de 2012.
- Fotos de Eriocnemis Mosquera. Dados de 21 de Março de 2012.